# Coolbinia
- Datos: Q5167418

Coolbinia es un suburbio de Perth, Australia Occidental. Su área de Gobierno Local es la ciudad de Stirling.
El nombre "Coolbinia" es una palabra aborigen que significa "muérdago", y fue elegido en 1953 para diferenciarlo de Mount Lawley. Su código postal es 6050.